# Mniadelphus undulatus
Mniadelphus undulatus là một loài Rêu trong họ Hookeriaceae. Loài này được (Dozy & Molk. ex Bosch & Sande Lac.) A. Jaeger mô tả khoa học đầu tiên năm 1877.